# Marcio Richardes de Andrade
Márcio Richardes de Andrade (Andradina, 30 de novembro de 1981) é um ex-futebolista brasileiro que atuava como meio-campista. Ídolo do Albirex Niigata.